# مدار تشدید

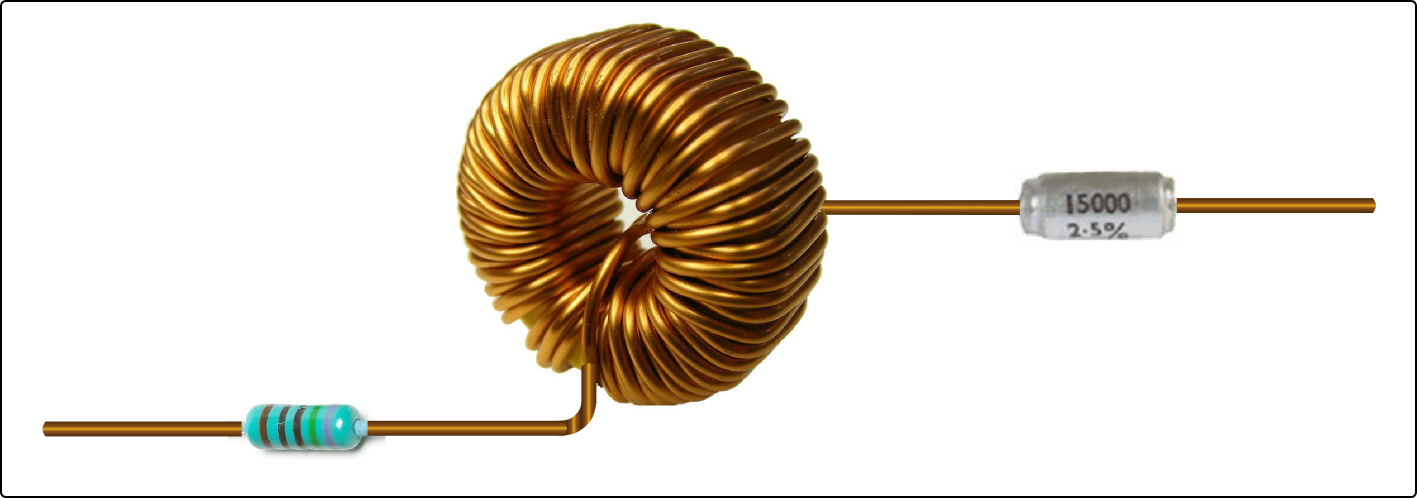
یک مدار آراِل‌سی سری: اتصال سری یک مقاومت، یک سلف، و یک خازن

مدار تشدید مداری است که که فرکانس آن به حدی می‌رسد که پدیدهٔ تشدید در آن رخ می‌دهد و سوسپتانس آن صفر می‌شود. فرکانسی که در آن مدار در حالت تشدید قرار می‌گیرد را فرکانس تشدید می‌گویند. با تغییر فرکانس مدار، مقدار ادمیتانس تغییر می‌کند و می‌توان منحنی تغییرات ادمیتانس نسبت به فرکانس رسم کرد. در حالت تشدید ادمیتانس کمینه بوده و فاز آن صفر است. مدارهای تشدید را می‌توان به دو دستهٔ مدارهای تشدید سری و مدارهای تشدید موازی تقسیم کرد. در مدار تشدید موازی ادمیتانسِ تشدید مساوی مقدار حقیقی آن و مقاومتی خالص است و ترکیب خازن و سلف در این دسته از مدارهای تشدید مانند یک مدار باز عمل می‌کند. تغییرات اندازهٔ امپدانس ({\displaystyle \left|Z(j\omega )\right|}) با تغییر فرکانس نیز در مدارها قابل توجه است، به طوری که در فرکانس تشدید به میزان بیشینهٔ خود می‌رسد. مقدار {\displaystyle \left|Z(j\omega )\right|} در حالت تشدید مقاومتی خالص است. از نگاه فیزیکی، در حالت تشدید تمام جریان منبع از مقاومت‌ها عبور می‌کند و جمع جریان‌های سلف و خازنِ مدار صفر است. این در حالی است که در مدارهای تشدید موازی و در فرکانس‌های پایین، عمدهٔ جریان مدار از سلف و در فرکانس‌های بالا عمدهٔ جریان از خازن می‌گذرد. جالب توجه است که در حالت تشدید اندازهٔ جریان و ولتاژهای شاخه‌هایی از مدار می‌تواند بسیار بیشتر از جریان و ولتاژ منبع باشد، برای نمونه در یک مدار تشدید سری با ورودی ولتاژ چند ولتی، ولتاژ دو سر سلف یا خازن ممکن است دامنه‌ای در حدود چندصد ولت داشته باشند!